# Darren Cross
Darren Agonistes Cross è un personaggio dei fumetti creato da David Michelinie (testi), John Byrne (disegni), pubblicato dalla Marvel Comics. La sua prima apparizione avviene in Marvel Premiere (Vol. 1) n. 47 (aprile 1979).
Miliardario senza scrupoli affetto da un male cardiaco incurabile e costretto a trapiantarsi costantemente nuovi cuori per poter sopravvivere, Darren Cross commette vari omicidi per procurarsene, cosa che lo porta a scontrarsi con Ant-Man (Scott Lang).

## Storia editoriale
Il personaggio di Darren Cross viene concepito da David Michelinie, John Byrne e Bob Layton come avversario del secondo Ant-Man, ed esordisce sul numero 47 di Marvel Premiere, dell'aprile 1979, morendo nel corso dell'albo successivo.
Nel 2015, in seguito alla trasposizione cinematografica, lo sceneggiatore Nick Spencer riporta in vita il personaggio durante il suo ciclo di storie sul secondo volume di Ant-Man; in seguito Cross diviene un antagonista ricorrente de Astonishing Ant-Man, testata dove, a partire dal numero 12 ( settembre 2016), assume l'identità di terzo Calabrone come nel film. Il personaggio viene poi confermato come uno degli antagonisti dell'evento "Secret Empire", sempre scritto da Nick Spencer.

## Biografia del personaggio

### Origini
Nato a Manhattan, New York, Darren Cross ha costruito la sua fortuna dal niente fondando la Cross Technological Enterprises e diventando uno degli uomini più ricchi e potenti degli Stati Uniti; un giorno tuttavia gli viene diagnosticato un raro disturbo cardiaco, motivo per il quale, impiegando tutte le risorse della sua società, l'uomo fa costruire un potente "pacemaker nucleorganico" che ne muta la costituzione fisica conferendogli capacità sovrumane e rimuovendo ogni sintomo della malattia ma causandogli come effetto collaterale la costante necessità di trapianti cardiaci poiché il suo fisico rigetta ogni nuovo cuore dopo pochi giorni.

### Morte
Disperato, Darren inizia a rapire gli abitanti delle baraccopoli di New York per usarli come "donatori" e la geniale cardiochirurga Erica Sondheim perché svolga i trapianti. Nel momento in cui Ant-Man (Scott Lang), insospettito dalle sparizioni e desideroso di rintracciare la dottoressa Sondheim perché salvi la vita di sua figlia Cassie, lui e Darren si scontrano in un duello che vede quest'ultimo morire per l'ennesimo rigetto cardiaco.
Il controllo della Cross Technological Enterprises viene in seguito assunto dal figlio di Darren: Augustine Cross.

### Rinascita
Dopo la morte del genitore, Augustine diviene ossessionato dall'idea di resuscitarlo, motivo per il quale pone il suo corpo in una camera iperbarica e rapisce a sua volta la dottoressa Sondheim costringendola a strappare il cuore a Cassie Lang e trapiantarlo nel corpo di suo padre: dato che il muscolo cardiaco della giovane è impregnato di "Particelle Pym" e pertanto capace di mutare dimensioni, Darren non lo rigetta e, di conseguenza, torna in vita.
Giunto a salvare la situazione, Scott affronta Darren dando alla Sondheim il tempo di trapiantare un nuovo cuore alla figlia; il miliardario è tuttavia costretto ad abbandonare il combattimento in quanto, per un effetto collaterale non programmato, il suo corpo inizia a rimpicciolirsi.

### Calabrone
Fatto ritorno alla Cross Technological Enterprises assieme al figlio, Cross scopre che, grazie al trapianto cardiaco, ha ottenuto la capacità di rimpicciolirsi e ingigantirsi a suo piacimento e diviene dunque un avversario ricorrente per Ant-Man, utilizzando perfino la Hench App del Power Broker per sconfiggerlo. Dopo essersi impossessato del casco cibernetico di Ant-Man, grazie all'aiuto di Testa d'Uovo, Cross riesce a modificare una vecchia armatura del dottor Henry Pym, diventando dunque il terzo "Calabrone".
Viene poi sconfitto da Scott Lang e Stinger, ma riesce comunque a scappare. Entra in seguito nei Signori del Male del Barone Zemo.

## Poteri e abilità
Darren Cross è un eccellente stratega sul piano commerciale ed un esperto combattente corpo a corpo. A causa del "pacemaker nucleorganico" è inoltre stato mutato in un grosso umanoide dalla pelle color salmone dotato di capacità fisiche quali forza, agilità, velocità e resistenza largamente sovrumane. Successivamente alla sua rinascita Cross ha inoltre acquisito la capacità di miniaturizzazarsi o ingigantirsi a proprio piacimento.

## Altri media

### Cinema

#### Marvel Cinematic Universe
Darren Cross compare all'interno del Marvel Cinematic Universe, interpretato da Corey Stoll e doppiata da Carlo Scipioni.
- Darren Cross compare come antagonista principale nel film del Marvel Cinematic Universe Ant-Man (2015).[11][12] In tale versione egli non soffre di alcun male cardiaco incurabile ed è un'ex-pupillo di Henry Pym che, dopo aver preso il controllo della sua compagnia ha copiato l'armatura di Ant-Man creandone una sua versione personale: il Calabrone (Yellowjacket), che tenta di vendere come arma venendo fermato da Scott Lang e venendo ristretto in modo anomalo nello scontro finale, mentre stava tentando di uccidere la piccola Cassie e il poliziotto Jim Paxton.
- Il personaggio ricompare come antagonista secondario e antieroe nel film Ant-Man and the Wasp: Quantumania (2023), in cui viene rivelato che è stato deformato in tale aspetto in seguito al viaggio incontrollato nel misterioso Regno Quantico, dovuto a un malfunzionamento della sua tuta danneggiata, è diventato MODOK. Ora il luogotenente di Kang il Conquistatore, e in cerca di vendetta sui Pym e i Lang ma alla fine decide di ribellarsi al suo stesso padrone aiutando i suoi ex nemici ad ucciderlo, morendo nel processo.

### Televisione
- In LEGO Marvel Super Heroes: Avengers Reassembled compare una versione di Darren Cross ispirata a quella cinematografica,
- Il personaggio è uno degli antagonisti della miniserie animata Ant-Man.

### Videogiochi
- La versione cinematografica del personaggio compare nel videogioco Marvel: Avengers Alliance.
- Darren Cross, in una versione ispirata alla controparte MCU, compare in Marvel: Sfida dei campioni.
- Nel videogioco Marvel Future Fight è presente una versione di Calabrone simile a quella del film Ant-Man.